# 心理健康

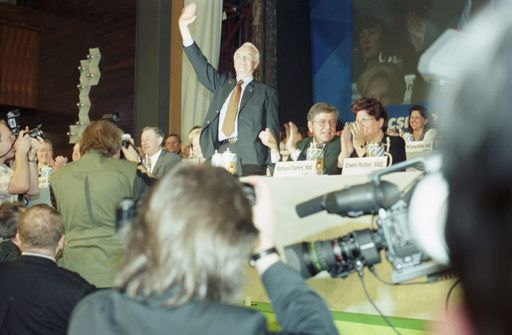
有情绪障碍会影响以任何形式行使权力的人，其中傲慢综合症、狂妄自大、错乱或自恋最为突出。

心理健康（mental health），又稱精神健康、心理卫生等，是指心理幸福安宁的狀態，「一個情緒及行為調整都運作相當良好的人，當時的心理狀態」。若以正面心理学或是整全觀的觀點來看，心理健康也包括一個人有能力去享受生活，在生活的各樣活動及努力中取得平衡，以達到心理弹性。
根据世界卫生组织（WHO）的定義，心理健康包括「主觀的幸福感、感覺到個人的效能、自主性、和其他人的互動、可以實現個人在智能及情感上的潛力等。」。世界卫生组织進一步的指出個人的幸福包括實現其能力、可以克服平常生活中的壓力、富有成效的工作以及對群體的貢獻。文化差異、主觀評估及許多有關的專業理論都影響著「心理健康」的定義方式。另一個心理健康的定義，是由心理分析學家西格蒙德·弗洛伊德提出的：「有工作及愛的能力」。